# Hill View Heights
Hill View Heights és una concentració de població designada pel cens dels Estats Units a l'estat de Wyoming. Segons el cens del 2000 tenia 166 habitants.

## Demografia
Segons el cens del 2000, Hill View Heights tenia 166 habitants, 57 habitatges, i 49 famílies. La densitat de població era de 29 habitants/km².
Dels 57 habitatges en un 38,6% hi vivien nens de menys de 18 anys, en un 75,4% hi vivien parelles casades, en un 7% dones solteres, i en un 14% no eren unitats familiars. En el 14% dels habitatges hi vivien persones soles el 8,8% de les quals corresponia a persones de 65 anys o més que vivien soles. El nombre mitjà de persones vivint en cada habitatge era de 2,91 i el nombre mitjà de persones que vivien en cada família era de 3,16.
Per edats la població es repartia de la següent manera: un 30,1% tenia menys de 18 anys, un 6% entre 18 i 24, un 30,1% entre 25 i 44, un 22,3% de 45 a 60 i un 11,4% 65 anys o més.
L'edat mediana era de 40 anys. Per cada 100 dones de 18 o més anys hi havia 93,3 homes.
La renda mediana per habitatge era de 50.469 $ i la renda mediana per família de 52.031 $. Els homes tenien una renda mediana de 41.875 $ mentre que les dones 31.750 $. La renda per capita de la població era de 24.424 $. Entorn del 13% de les famílies i el 8,7% de la població estaven per davall del llindar de pobresa.

## Poblacions més properes
El següent diagrama mostra les poblacions més properes.